# Jaime Casas Pla
Jaime Casas Pla (Barcelona, Barcelonès, 22 de juliol de 1945) és un farmacèutic, òptic, audiòleg, numismàtic, escriptor i professor universitari català.
Doctorat en Farmàcia per la Universitat de Barcelona amb la lectura de la memòria titulada La Farmacia en la Numismàtica, també és diplomat en Òptica Oftàlmica, Direcció de Producció i Acústica Audiomètrica. Es va especialitzar en Farmàcia Galènica i Industrial. Pertany a nombroses institucions científiques i culturals, sent, d'algunes, fundador i president, com de l'Associació de Numismàtics i Filatelistes Sanitaris (ANFISAN), o membre de les seves juntes directives. És Acadèmic Numerari de la Reial Acadèmia de Farmàcia de Catalunya, de la qual és president des del 2018. També és vicepresident primer de l'Associació Numismàtica Espanyola (ANE).
Professionalment, ha estat farmacèutic durant gairebé tota la seva vida laboral. També es dedica a l'òptica ortopèdica i a l'oficina de Farmàcia. Així mateix, ha exercit la docència a la Facultat de Farmàcia de la Universitat de Barcelona i és membre actiu de diverses institucions científiques i culturals. Pratenc d’adopció, ha desenvolupat la seva vida professional al Prat de Llobregat mitjançant diverses farmàcies distribuïdes per la ciutat.
Especialista en Numismàtica i Medallística sanitari-farmacèutica, ha estat publicista i col·laborador habitual en diversos mitjans de comunicació sobre temes sanitaris, farmacèutics i numismàtic-farmacèutics, sent també membre del consell redactor de publicacions periòdiques. És per aquesta raó que, més enllà de la seva activitat professional, ha publicat des de 1984 nombrosos treballs numismàtics, històrics i professionals, especialment en el camp de la Numismàtica Sanitària. També ha realitzat diverses conferències relacionades amb la numismàtica.
Està en possessió de nombroses medalles i distincions en el camp sanitari i numismàtic. Entre elles, la medalla presidencial de l'Associació Numismàtica Espanyola.